# کیرشایم ین شوابن
کیرشایم ین شوابن (به آلمانی: Kirchheim in Schwaben) یک شهر در آلمان است که در اونترالگوی واقع شده‌است. کیرشایم ین شوابن ۲٬۵۰۵ نفر جمعیت دارد.